# Las putas más viejas del mundo
Las putas más viejas del mundo es una recopilación de temas en directo del grupo Marea, las canciones incluidas en los dos CD han sido extraídas de los conciertos que Marea ofreció en Madrid, Barcelona y Bilbao en el tramo final de la gira Piojoso Tour 07/08. 
El DVD contiene gran parte del concierto que Marea ofreció en el Palacio de los deportes de la Comunidad de Madrid el día 8 de marzo de 2008. El álbum alcanzó el puesto 11 en las listas de ventas españolas.

## Canciones
| CD 1  | CD 1                        | CD 1     |
| N.º   | Nombre                      | Duración |
| ----- | --------------------------- | -------- |
| 01    | Entre hormigones            | 05:13    |
| 02    | Petenera (en carne viva)    | 03:34    |
| 03    | Con la camisa rota          | 04:30    |
| 04    | Duerme conmigo              | 03:41    |
| 05    | Mierda y cuchara            | 04:09    |
| 06    | Manuela canta saetas        | 03:57    |
| 07    | Que se joda el viento       | 04:29    |
| 08    | Romance de José Etxailarena | 04:15    |
| 09    | Corazón de mimbre           | 05:49    |
| 10    | Mil quilates                | 03:48    |
| TOTAL | TOTAL                       | 43:30    |

| CD 2  | CD 2                            | CD 2     |
| N.º   | Nombre                          | Duración |
| ----- | ------------------------------- | -------- |
| 01    | Nana de quebranto (mala sombra) | 03:57    |
| 02    | La luna me sabe a poco          | 04:33    |
| 03    | Alfileres                       | 03:25    |
| 04    | Despellejo                      | 03:20    |
| 05    | Trasegando                      | 02:50    |
| 06    | Ciudad de los gitanos           | 04:43    |
| 07    | La rueca                        | 03:43    |
| 08    | Como el viento de poniente      | 03:41    |
| 09    | El perro verde                  | 04:20    |
| 10    | Marea                           | 05:29    |
| TOTAL | TOTAL                           | 40:46    |

| DVD        | DVD                                                                                         | DVD       |
| N.º        | Nombre                                                                                      | Duración  |
| ---------- | ------------------------------------------------------------------------------------------- | --------- |
| 01         | Entre hormigones                                                                            |           |
| 02         | Petenera (en carne viva)                                                                    |           |
| 03         | Con la camisa rota                                                                          |           |
| 04         | Duerme conmigo                                                                              |           |
| 05         | Mierda y cuchara                                                                            |           |
| 06         | Manuela canta saetas                                                                        |           |
| 07         | Que se joda el viento                                                                       |           |
| 08         | Romance de José Etxailarena                                                                 |           |
| 09         | Corazón de mimbre (con Iratxo)                                                              |           |
| 10         | Por cuatro perras (con Mario y Vito de Sinkope)                                             |           |
| 11         | Nana de quebranto (mala sombra) (con Brigi de Koma)                                         |           |
| 12         | La luna me sabe a poco                                                                      |           |
| 13         | Alfileres                                                                                   |           |
| 14         | Despellejo                                                                                  |           |
| 15         | Trasegando                                                                                  |           |
| 16         | Ciudad de los gitanos                                                                       |           |
| 17         | Los mismos clavos                                                                           |           |
| 18         | Pan duro (con Carlos Chaouen)                                                               |           |
| 19         | A caballo                                                                                   |           |
| 20         | Como los trileros (con Martin Romero)                                                       |           |
| 21         | El perro verde                                                                              |           |
| 22         | Marea                                                                                       |           |
| EXTRAS DVD |                                                                                             |           |
| 23         | Detrás del tabique (making of del concierto)                                                |           |
| 24         | Mierda y cuchara (vídeo clip y making of del rodaje)                                        |           |
| 25         | Como los trileros (grabado el 17/11/07 en el Autódromo Óscar A. Gálvez en Buenos Aires)     |           |
| 26         | El perro verde (grabado el 4/4/08 en el Estadio Monumental del River Plate en Buenos Aires) |           |
| TOTAL      | TOTAL                                                                                       | 02:25:00± |